# Peder Nabo
Peder Nabo, född 12 april 1952 i Ronneby församling, är en svensk fotograf, musiker och kompositör. Nabo arbetade på Byteatern i 42 år, från 1977 till 2019. Han är medlem i proggbandet Ragnarök.